# Revenge
Revenge е шестнадесети студиен албум на американската рок група Kiss. Издаден е на 19 май 1992 г. от Mercury Records.

## Обща информация
Това е първият албум на групата след смъртта на дългогодишния барабанист Ерик Кар през ноември 1991 г. Кар е заменен от Ерик Сингър. Първият албум на Kiss е от 1979 г., достигнал Топ 10 в САЩ. Албумът е световен успех, достигайки Топ 20 в седем други страни. Той е сертифициран със злато от RIAA на 20 юли 1992 г. Албумът отбелязва връщане към по-тежкия звук, в противовес на лекия глем рок от техните два предишни албума.
Албумът е посветен на Кар, а последната песен „Carr Jam 1981“ е демо, което той записва, скоро след присъединяването си към групата. Единствената промяна в песента е дублирането на китарата на Брус Кулик над тази на Ейс Фрели, който свири. Основният риф на песента е използван като основа за песента „Breakout“ на Frehley's Comet от албума „Frehley's Comet“ от 1987 г.

## Състав
- Пол Стенли – вокали, ритъм китара
- Брус Кулик – соло китара, беквокали, бас в „Tough Love“ и „Every Time I Look at You“
- Джийн Симънс – бас, вокали, ритъм китара в „Domino“
- Ерик Кар – беквокали в „God Gave Rock 'N' Roll to You II“, барабани и китара в „Carr Jam 1981“
- Ерик Сингър – барабани, беквокали

### Допълнителен персонал
- Дик Уогнър – китарно соло в „Every Time I Look at You“
- Кевин Валънтайн – барабани в „Take It Off“
- Томи Тайър и Джеси Деймън – беквокали

## Песни
| 1.    | Unholy                           | 3:40 |
| 2.    | Take It Off                      | 4:50 |
| 3.    | Tough Love                       | 3:44 |
| 4.    | Spit                             | 3:32 |
| 5.    | God Gave Rock 'n' Roll to You II | 5:18 |
| 6.    | Domino                           | 4:01 |
| 7.    | Heart of Chrome                  | 4:02 |
| 8.    | Thou Shalt Not                   | 3:59 |
| 9.    | Every Time I Look at You         | 4:38 |
| 10.   | Paralyzed                        | 4:14 |
| 11.   | I Just Wanna                     | 4:07 |
| 12.   | Carr Jam 1981 (инструментал)     | 2:46 |
| 48:51 |                                  |      |

## Позиции в класациите
| Класация (1992)                | Най-добра позиция |
| ------------------------------ | ----------------- |
| Австралия                      | 5                 |
| Австрия                        | 14                |
| Канада RPM100                  | 11                |
| ЕС                             | 25                |
| Финландия                      | 15                |
| Германия Top 100 Albums        | 16                |
| Унгария                        | 27                |
| Япония                         | 14                |
| Нидерландия Mega Album Top 100 | 46                |
| Норвегия VG-lista              | 4                 |
| Швеция Albums Top 60           | 10                |
| Швейцария Albums Top 100       | 6                 |
| Великобритания                 | 10                |
| Billboard 200                  | 6                 |